# Лебедянка (Ровненская область)
Лебедянка (укр. Лебедянка) — село в Привольненской сельской общине Дубенского района Ровненской области Украины.
Почтовый индекс — 35620. Телефонный код — 3656. Код КОАТУУ — 5621682006.